# 18e étape du Tour de France 2008
Pour un article plus général, voir Tour de France 2008.

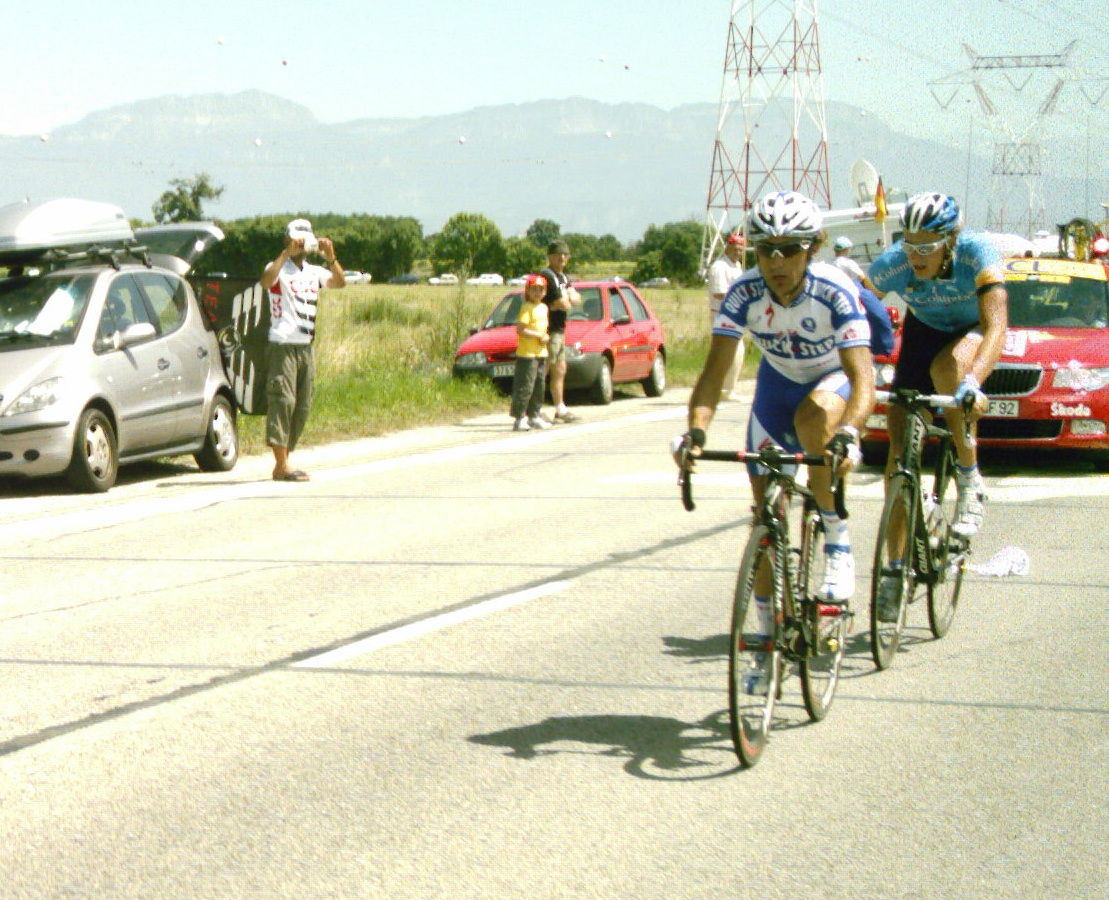
C.Barredo et M.Burghardt échappés au passage dans la zone de ravitaillement.

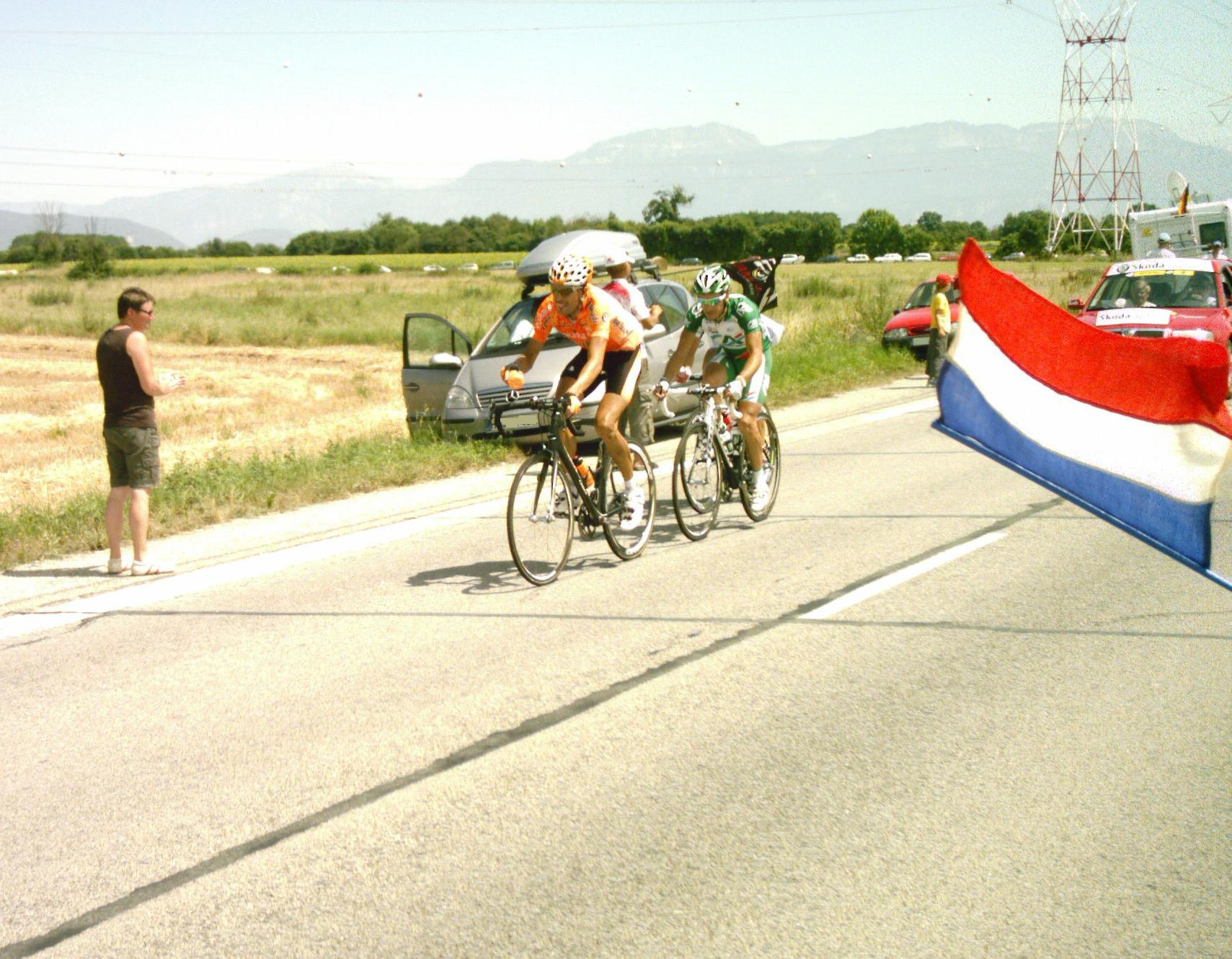
M.Astarloza, C. Le Mével et R.Feillu en contre.

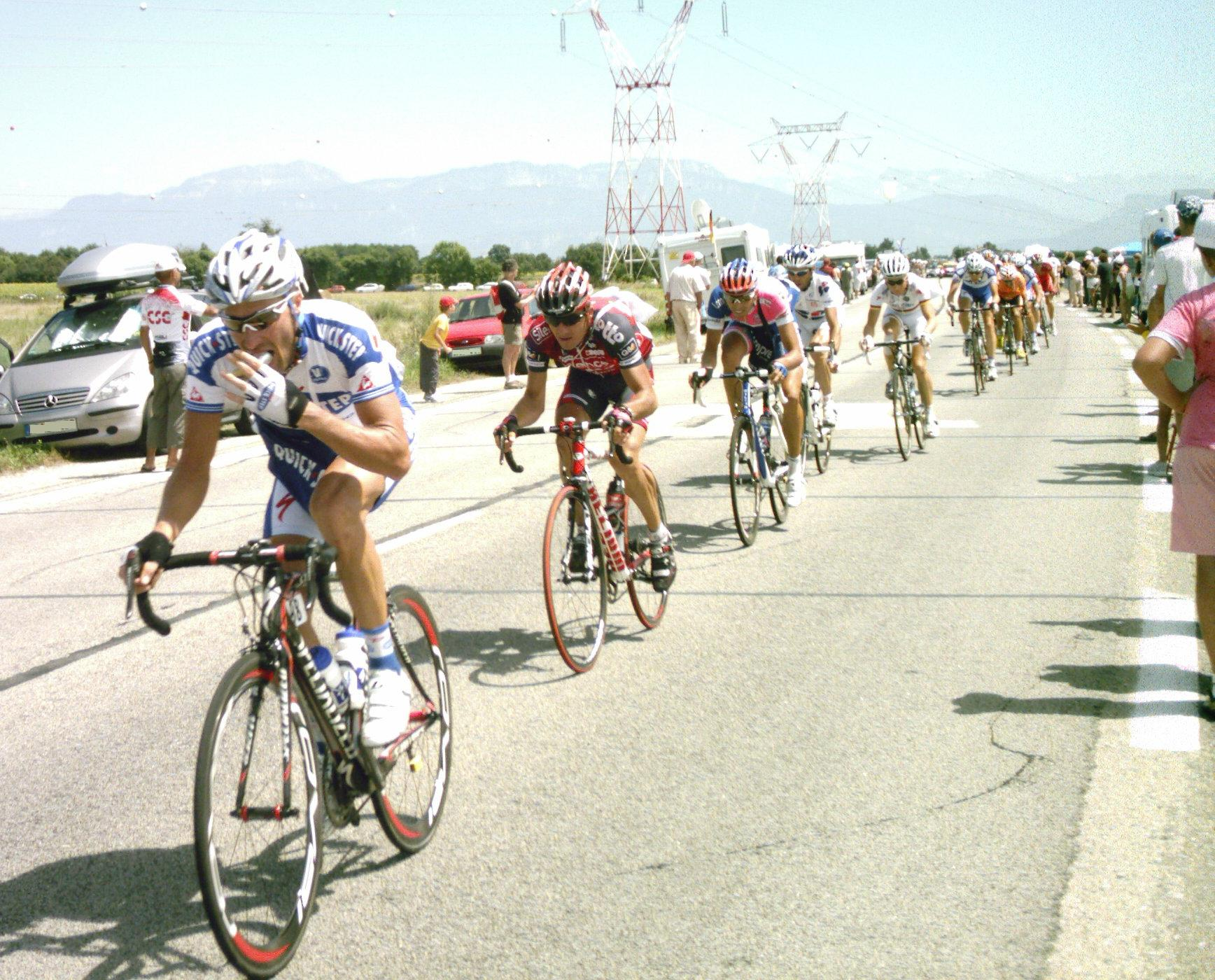
Le peloton au passage dans la zone de ravitaillement.

La 18e étape du Tour de France 2008 s'est déroulée le 24 juillet. Le parcours de 196,5 km reliait Le Bourg-d'Oisans à Saint-Étienne.

## Profil de l'étape
Cette 18eétape du Tour de France 2008 emmène les coureurs du Bourg-d'Oisans, en Isère, à Saint-Étienne, dans la Loire. Le parcours, plutôt vallonné, est long de 196,5 km.
Le parcours commence par de longues portions descendantes, jusqu'au premier des deux sprints intermédiaires de la journée, à Grenoble, où le parcours devient plus plat. Pas pour longtemps, car la première ascension de la journée se profile : le col de Parménie (576 m), classé en 3e catégorie. Une ascension relativement courte (5,3 km), mais assez pentue (7 % de moyenne). Après la descente se trouve le ravitaillement, à Bévenais.
La route est ensuite faite de nombreux faux plats, jusqu'au pied du col de la Croix de Montvieux au km 163 (13,7 km de montée à 4,7 % de moyenne), classé en 2e catégorie.
Le second sprint intermédiaire, à Saint-Chamond se situe juste avant la montée vers la Côte de Sorbiers, classée en 4e catégorie (4,3 km à 3,2 %). Les quelques kilomètres restants pour rallier Saint-Étienne se font sur du plat.

## La course
Comme les étapes précédentes, le début de la course est marqué par de nombreuses attaques, sans qu'aucune ne creuse réellement l'écart. Les premiers kilomètres sont surtout marqués par une chute du leader de la Lampre, Damiano Cunego, à Champ-sur-Drac à l'entrée de l'autopont de la déviation de la RN85. Il souffre du menton et mettra quelque temps à repartir en selle. Il ne reverra plus le peloton de toute l'étape. C'est avec 4 autres coéquipiers qu'il terminera, à plus de 20 min.
Aux abords de la première ascension, l'Espagnol Carlos Barredo, de l'équipe Quick Step sort du peloton. L'Allemand Marcus Burghardt, de l'équipe Columbia, et le Français Romain Feillu, d'Agritubel, partent en poursuivants. Le premier parvient à rattraper Barredo, tandis que le second se laisse distancer. Il sera repris par deux autres coureurs, eux aussi partis en contre : Mikel Astarloza (Espagne - Euskaltel-Euskadi) et Christophe Le Mével (France - Crédit agricole).
Le peloton laisse partir les échappés, il pointe rapidement à 5 min de la tête de course. C'est Carlos Barredo qui passe en tête de la première difficulté de la journée, le Col de Parmenie.
Après la descente et le ravitaillement, le groupe des trois poursuivants est à plus de 4 min des deux hommes, le peloton est lui à près de 10 min. Les écarts restent inchangés au sommet de la Croix de Montvieux. À ce moment, la victoire ne peut plus leur échapper.
La Côte de Sorbiers ne changera pas grand-chose, les échappés ralentissant pour s'observer. En effet, avec plus de 4 min d'avance sur leurs poursuivants, à 10 km de l'arrivée, ils ne risquent rien. Les deux hommes avancent par à coups, tantôt une attaque de l'un d'eux, tantôt une phase presque arrêtée d'observation.
Lors du sprint final, Marcus Burghardt, nettement plus puissant que son adversaire, n'a pas de mal à s'imposer. C'est déjà la 5e victoire de l'équipe Columbia, après les 4 sprints remportés par Mark Cavendish. Le sprint des poursuivants est réglé par Romain Feillu, meilleur sprinteur que ses compagnons.
Dans le peloton, ça s'agite un peu : plusieurs coureurs tentent une attaque. Parmi eux, Roman Kreuziger, qui a des vues sur le maillot blanc du meilleur jeune. Mais il est rejoint par le porteur de ce même maillot blanc, le Luxembourgeois Andy Schleck. Ils se neutralisent donc.
Aux classements, aucun changement, Óscar Freire règle le sprint du peloton, il accroit donc son avance au classement par points, Bernhard Kohl reste avec son maillot à pois sur les épaules. Il ne risque plus rien, car il n'y a pas assez de points à distribuer pour qu'il soit rattrapé. Le maillot jaune est conservé par l'Espagnol Carlos Sastre.
À noter que le coureur cycliste kazakh Dmitriy Fofonov a été contrôlé positif à l'heptaminol lors d'un contrôle antidopage réalisé à l'issue de l'étape. Il a été exclu de son équipe le 27 juillet 2008 après l'arrivée du Tour de France.

## Sprints intermédiaires
| Premier   | Freddy Bichot  | 6 Pts. |
| Deuxième  | Björn Schröder | 4 Pts. |
| Troisième | Stéphane Augé  | 2 Pts. |

| Premier   | Marcus Burghardt | 6 Pts. |
| Deuxième  | Carlos Barredo   | 4 Pts. |
| Troisième | Mikel Astarloza  | 2 Pts. |

## Côtes
| Premier   | Carlos Barredo      | 4 Pts. |
| Deuxième  | Marcus Burghardt    | 3 Pts. |
| Troisième | Romain Feillu       | 2 Pts. |
| Quatrième | Christophe Le Mével | 1 Pts. |

| Premier   | Carlos Barredo      | 10 Pts. |
| Deuxième  | Marcus Burghardt    | 9 Pts.  |
| Troisième | Mikel Astarloza     | 8 Pts.  |
| Quatrième | Christophe Le Mével | 7 Pts.  |
| Cinquième | Romain Feillu       | 6 Pts.  |
| Sixième   | Cyril Dessel        | 5 Pts.  |

| - 3. Col des Sorbiers, 4e catégorie (kilomètre 188) \| Premier \| Carlos Barredo \| 3 Pts. \| \| Deuxième \| Marcus Burghardt \| 2 Pts. \| \| Troisième \| Christophe Le Mével \| 1 Pt. \| |                     |        |
| Premier | Carlos Barredo      | 3 Pts. |
| Deuxième | Marcus Burghardt    | 2 Pts. |
| Troisième | Christophe Le Mével | 1 Pt.  |

## Classement de l'étape
| 1.  | Marcus Burghardt    | Columbia          | en | 4 h 30 min 21 s |
| 2.  | Carlos Barredo      | Quick Step        | +  | 0 s             |
| 3.  | Romain Feillu       | Agritubel         |    | 3 min 33 s      |
| 4.  | Christophe Le Mével | Crédit agricole   |    | m.t.            |
| 5.  | Mikel Astarloza     | Euskaltel-Euskadi |    | 3 min 35 s      |
| 6.  | Samuel Dumoulin     | Cofidis           |    | 6 min 39 s      |
| 7.  | Cyril Dessel        | AG2R La Mondiale  |    | m.t.            |
| 8.  | Roman Kreuziger     | Liquigas          |    | m.t.            |
| 9.  | Leif Hoste          | Silence-Lotto     |    | m.t.            |
| 10. | Andy Schleck        | CSC Saxo Bank     |    | m.t.            |

## Classement général
| 1.  | Carlos Sastre         | CSC Saxo Bank     | en | 79 h 15 min 14 s |
| 2.  | Fränk Schleck         | CSC Saxo Bank     | +  | 1 min 24 s       |
| 3.  | Bernhard Kohl         | Gerolsteiner      |    | 1 min 33 s       |
| 4.  | Cadel Evans           | Silence-Lotto     |    | 1 min 34 s       |
| 5.  | Denis Menchov         | Rabobank          |    | 2 min 39 s       |
| 6.  | Christian Vande Velde | Garmin Chipotle   |    | 4 min 41 s       |
| 7.  | Alejandro Valverde    | Caisse d'Épargne  |    | 5 min 35 s       |
| 8.  | Samuel Sánchez        | Euskaltel-Euskadi |    | 5 min 52 s       |
| 9.  | Tadej Valjavec        | AG2R La Mondiale  |    | 8 min 10 s       |
| 10. | Vladimir Efimkin      | AG2R La Mondiale  |    | 8 min 24 s       |

## Classements annexes

### Classement par points
| Classement par points | Total   |
| --------------------- | ------- |
| Óscar Freire          | 229 pts |
| Thor Hushovd          | 180 pts |
| Erik Zabel            | 176 pts |

### Classement de la montagne
| Classement de la montagne | Total   |
| ------------------------- | ------- |
| Bernhard Kohl             | 125 pts |
| Carlos Sastre             | 80 pts  |
| Fränk Schleck             | 80 pts  |

### Classement du meilleur jeune
| Classement du meilleur jeune | Total            | Total            |
| ---------------------------- | ---------------- | ---------------- |
| Andy Schleck                 | 79 h 29 min 18 s | 79 h 29 min 18 s |
| Roman Kreuziger              | +                | 1 min 58 s       |
| Vincenzo Nibali              | +                | 15 min 24 s      |

### Classement par équipes
| Classement par équipes | Total             | Total             |
| ---------------------- | ----------------- | ----------------- |
| CSC Saxo Bank          | 237 h 42 min 06 s | 237 h 42 min 06 s |
| AG2R La Mondiale       | +                 | 9 min 27 s        |
| Rabobank               | +                 | 1 h 01 min 17 s   |

### Combativité
Marcus Burghardt (Team Columbia)

## Abandon
Aucun